# Chocques
Chocques ist eine französische Gemeinde mit 2808 Einwohnern (Stand 1. Januar 2022) im Département Pas-de-Calais in der Region Hauts-de-France; sie gehört zum Arrondissement Béthune und zum Kanton Béthune.

## Lage
Die Gemeinde Chocques liegt im Osten des Artois am Nordwestrand des Nordfranzösischen Kohlereviers an der Clarence, sechs Kilometer westlich von Béthune. Nachbargemeinden von Chocques sind Gonnehem im Norden, Oblinghem im Nordosten, Vendin-lès-Béthune im Osten, Annezin im Südosten, Labeuvrière im Süden, Lapugnoy im Südwesten sowie Allouagne im Westen.

## Bevölkerungsentwicklung
| Jahr                       | 1962 | 1968 | 1975 | 1982 | 1990 | 1999 | 2006 | 2013 | 2022 |
| -------------------------- | ---- | ---- | ---- | ---- | ---- | ---- | ---- | ---- | ---- |
| Einwohner                  | 3507 | 3736 | 3447 | 3221 | 2990 | 2918 | 2962 | 2961 | 2808 |
| Quellen: Cassini und INSEE |      |      |      |      |      |      |      |      |      |

## Sehenswürdigkeiten

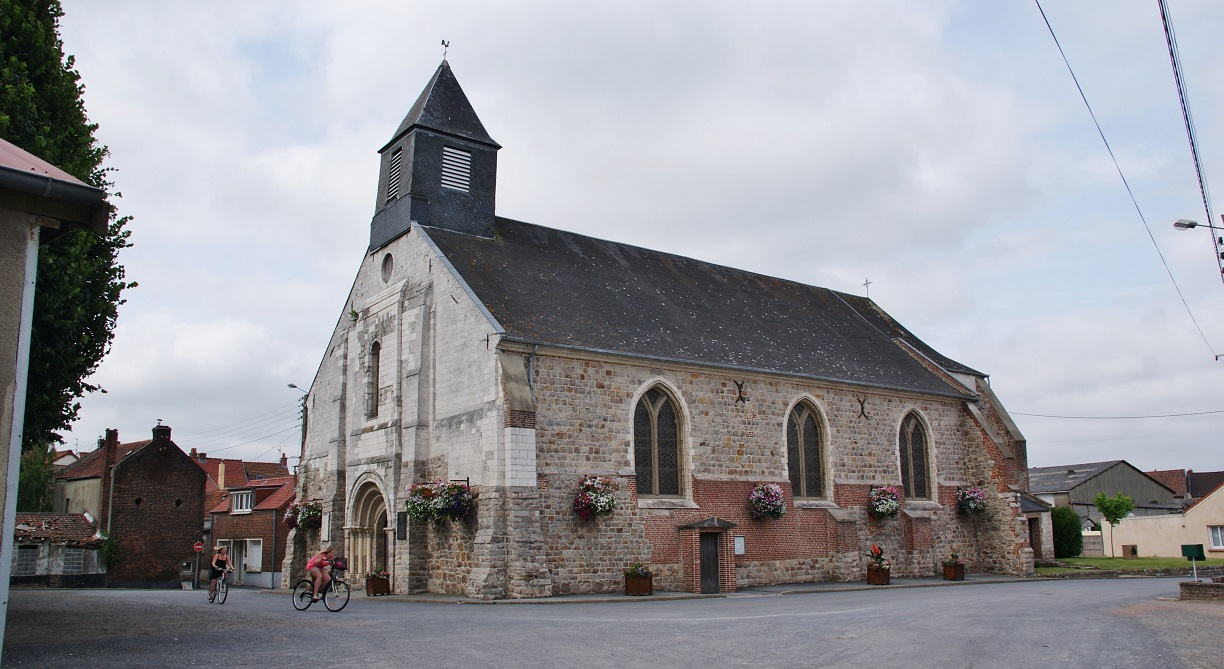
Kirche Notre-Dame
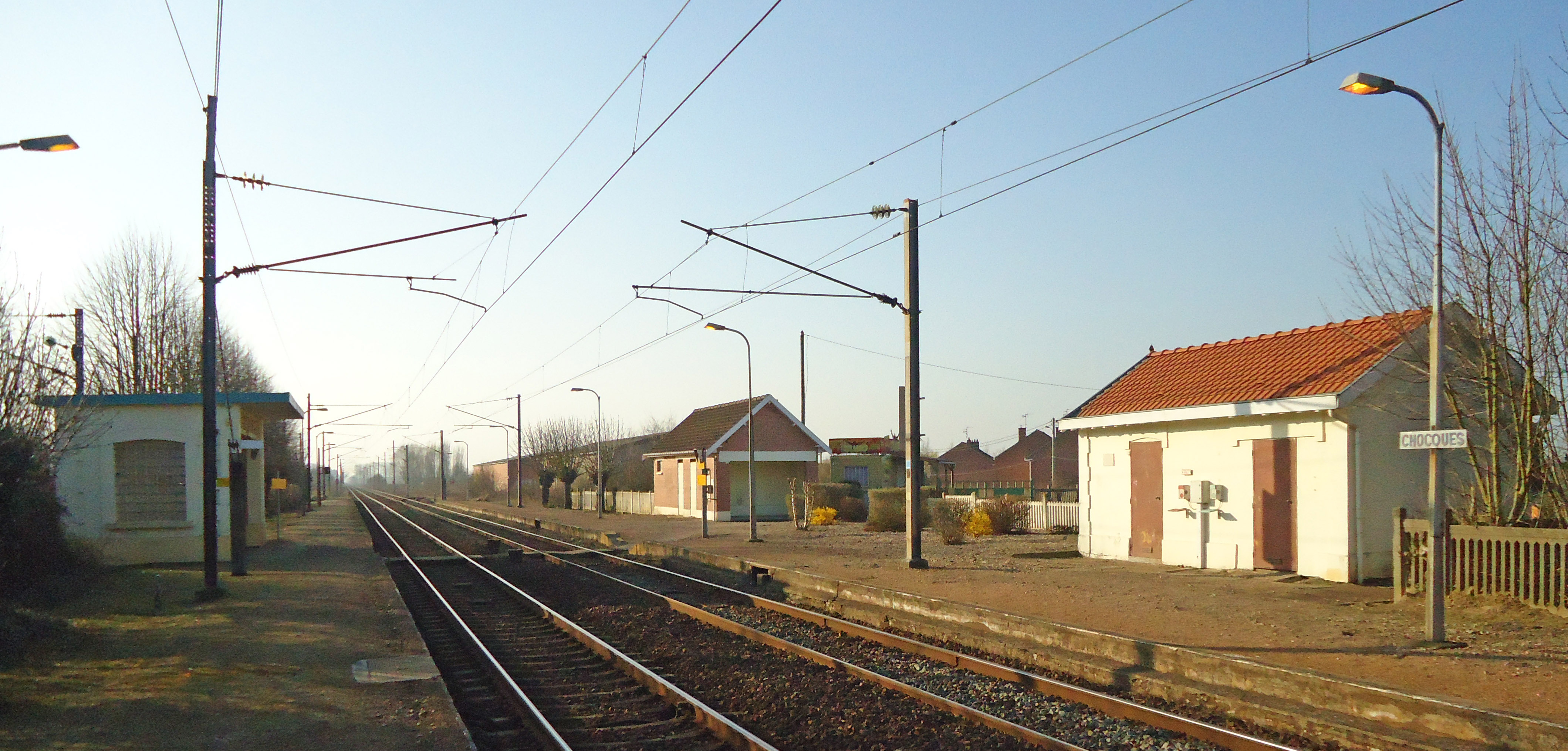
Bahnhof
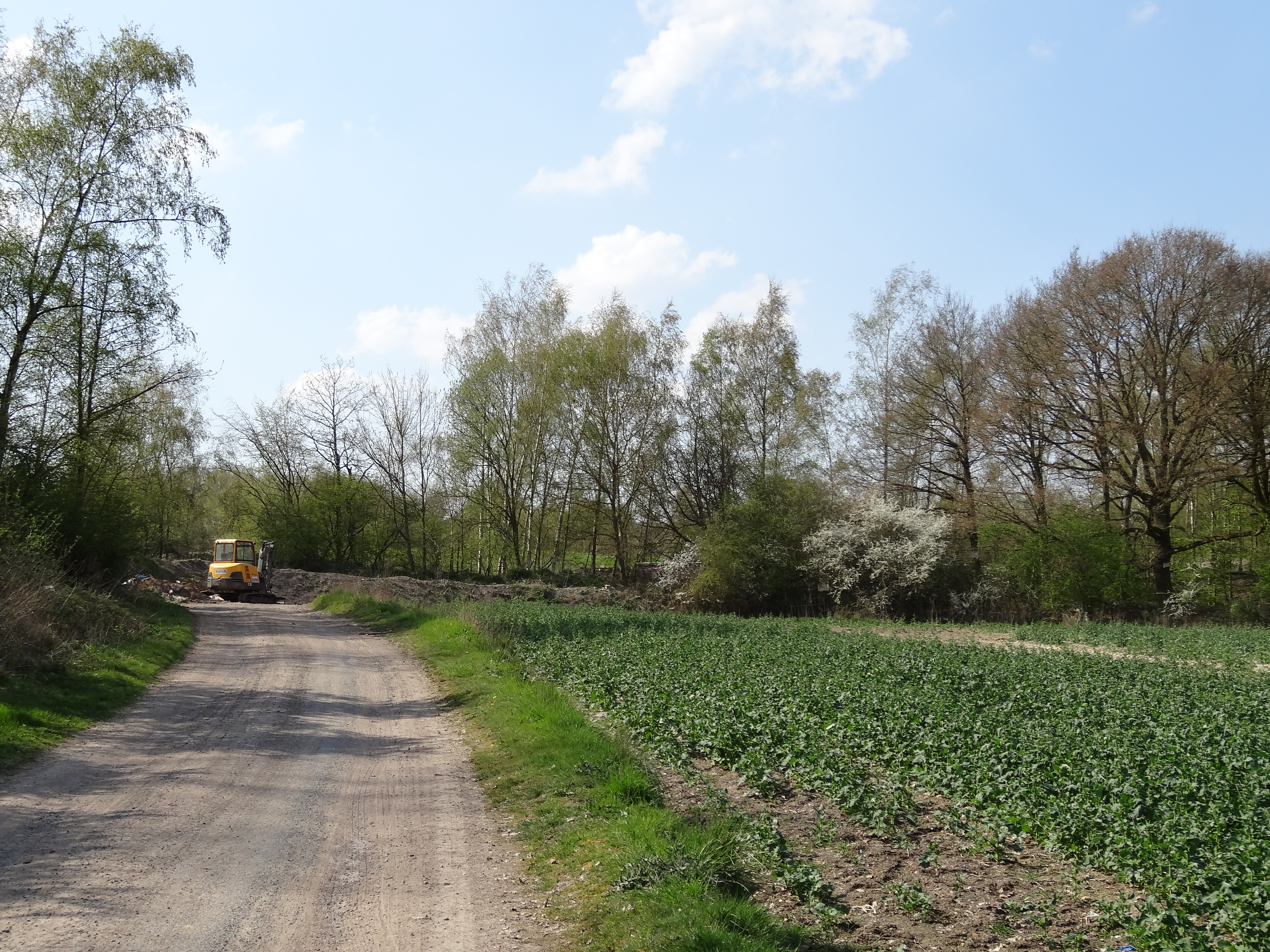
Ehemalige, inzwischen eingeebnete Abraumhalde
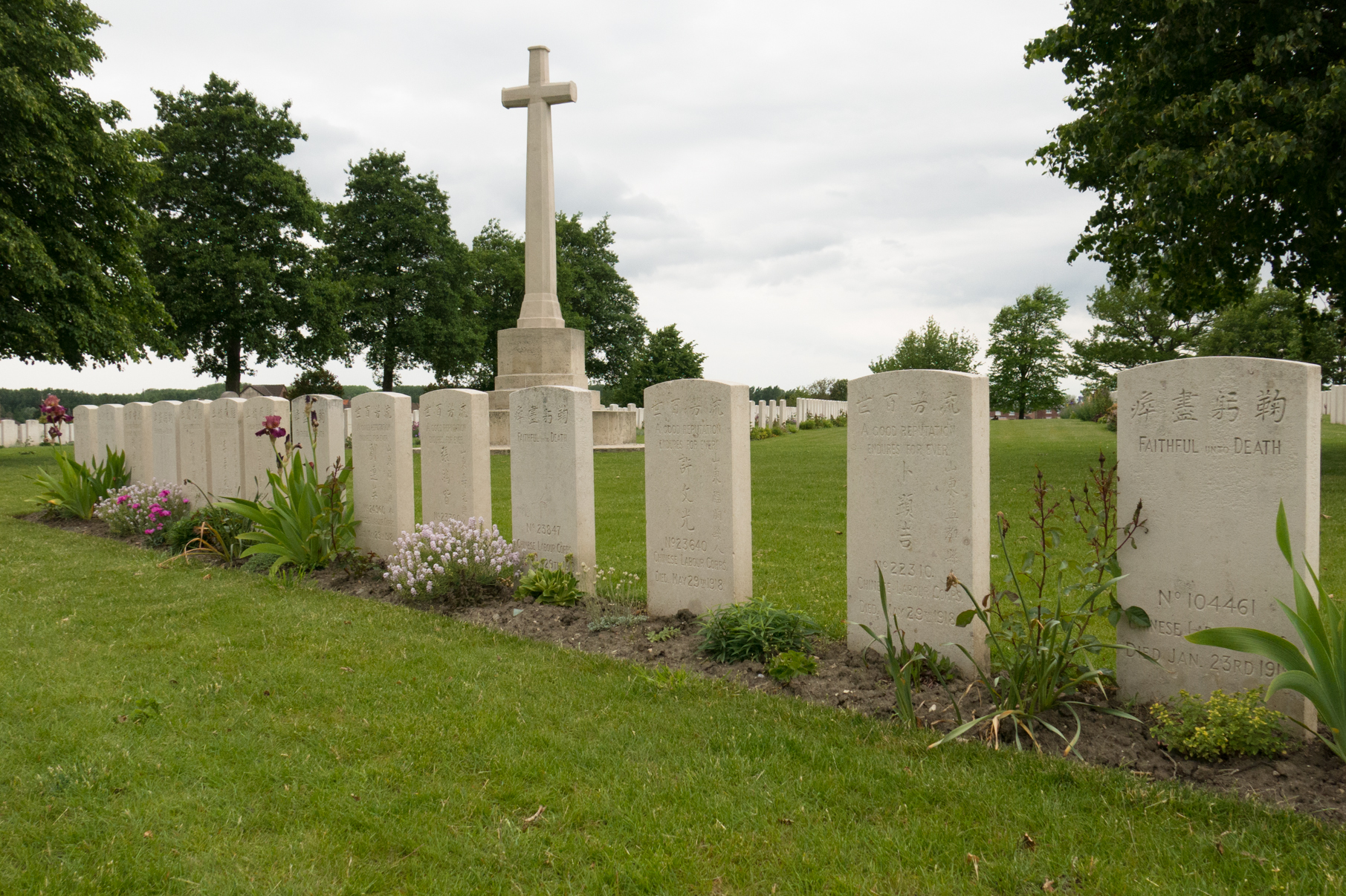
Soldatenfriedhof

- Wasserturm
- Soldatenfriedhof des Commonwealth

- Kirche Notre-Dame
- Bahnhof
- Ehemalige, inzwischen eingeebnete Abraumhalde
- Soldatenfriedhof